# Nototriche macleanii
Nototriche macleanii là một loài thực vật có hoa trong họ Cẩm quỳ. Loài này được (A. Gray) Hill mô tả khoa học đầu tiên năm 1906.